# The Man Who Saw Tomorrow
The Man Who Saw Tomorrow es un documental de 1981 acerca de las profecías del astrólogo francés Nostradamus.

## Trama
Presentado y conducido por Orson Welles, éste narra los hechos trascendentes de la vida de Nostradamus así como las predicciones hechas por dicho astrólogo y su supuestos cumplimientos a lo largo de la historia mundial, entre otros:
- La revolución francesa y la ejecución de Luis XVI.
- La Independencia de los Estados Unidos.
- Los asesinatos de John F. Kennedy y Robert F. Kennedy.
- El Duque de Windsor y Wallis Simpson.
- Ruhollah Jomeini y la revolución iraní.
- El asesinato de Abraham Lincoln.
- Napoleón (primer anticristo)
- Adolfo Hitler (segundo anticristo) y la Segunda Guerra Mundial.
- Louis Pasteur y sus descubrimientos.
- Francisco Franco
- Benito Mussolini y el fascismo.
- La bomba atómica.

También menciona entre sus profecías futuras a la Tercera Guerra Mundial y al tercer anticristo que presuntamente provendrá del Medio Oriente.

## Doblaje
| Personaje          | Actor Original                                    | Actor de doblaje (México) | Actor de doblaje (Puerto Rico) | Actor de doblaje (España) |
| ------------------ | ------------------------------------------------- | ------------------------- | ------------------------------ | ------------------------- |
| Narrador           |                                                   | Blas García               | ¿?                             | ¿?                        |
| Orson Welles       | Orson Welles                                      | Raúl de la Fuente         | Benjamín Morales               | ¿?                        |
| Nostradamus        | Richard Butter (personaje)/Phillp L. Clarke (voz) | Álvaro Tarcicio           | ¿?                             | ¿?                        |
| Dr. Edgar Mitchell | Dr. Edgar Mitchell                                | Paco Mauri                | ¿?                             | ¿?                        |
| John F. Kennedy    | John F. Kennedy                                   | Moisés Palacios           |                                | ¿?                        |
| Adolf Hitler       | Adolf Hitler                                      | Pedro D'Aguilión          | ¿?                             | ¿?                        |

Nota: En México se transmitió por TV con doblaje puertorriqueño pero se editó con doblaje mexicano.